# Латвийская энциклопедия
Латвийская энциклопедия (латыш. Latvijas enciklopēdija) — универсальное энциклопедическое издание на латышском языке в пяти томах.

## История
Презентация первого тома состоялась 10 декабря 2002 года, четвёртого — 6 ноября 2007 года, последний том вышел в 2009 году. Энциклопедия издана Издательством Валерия Белоконя, отпечатана в Риге.
Главный редактор первых трёх томов — Хейнрихс Юбелс, четвёртого и пятого томов — Сигита Хирша.

## Содержание
Энциклопедия охватывает темы по природе, жителям, истории, науке, культуре, спорту и другим отраслям знания.
В пяти томах содержатся 24 292 статьи, в т.ч. 7992 биографических, а также 111 карт, 210 таблиц и 7421 иллюстрация.

## Изданные тома
| Том | Алфавитные заголовки | Год  |
| --- | -------------------- | ---- |
| 1   | A — Cē               | 2002 |
| 2   | C — H                | 2003 |
| 3   | I — La               | 2005 |
| 4   | L — R                | 2007 |
| 5   | Ro — Ž               | 2009 |